# 518
518 (DXVIII) fue un año común comenzado en lunes del calendario juliano, en vigor en aquella fecha.

## Acontecimientos
- Tras la muerte del emperador bizantino Anastasio I, le sucede Justino I, quien era el comandante del ejército de la ciudad.
- El papa Hormisdas envía una carta a los obispos españoles en la que les explica la actitud que deben adoptar ante los clérigos griegos que lleguen a España y soliciten la admisión en la comunión sin haber abjurado de la herejía de Acacio. Asimismo les insiste en la celebración de un concilio anual, en el caso de ser imposible realizar dos.

## Fallecimientos
- 9 de julio: Anastasio I, emperador de Bizancio.

- Datos: Q30183
- Multimedia: 518 / Q30183